# Matwei Kusmitsch Schaposchnikow
Matwei Kusmitsch Schaposchnikow (russisch Матвей Кузьмич Шапошников; * 16. Novemberjul. / 29. November 1906greg. in Alexejewka; † 28. Juni 1994 in Rostow am Don) war ein sowjetischer Offizier.

## Leben
Schaposchnikow nahm am Zweiten Weltkrieg teil, wo er 1944 als Held der Sowjetunion ausgezeichnet wurde. An der Moskauer Siegesparade 1945 nahm er im Range eines Generalmajors als Kommandeur des kombinierten Panzerbataillons des kombinierten Regiments der 3. Ukrainischen Front teil. 1955 wurde er Generalleutnant der Panzertruppen und befehligte von 1956 bis 1961 die 2. Garde-Panzerarmee der GSSD. 1962 wurde er zum Stellvertreter des Befehlshabers des Militärbezirks Nordkaukasus ernannt.
Beim Aufstand in Nowotscherkassk von 1962 weigerte sich Schaposchnikow, wie vom Befehlshaber des Militärbezirks General Plijew befohlen, mit Panzern gegen die Aufständischen vorzugehen. 1966 wurde Schaposchnikow in die Reserve entlassen. 1967 erfolgte der Ausschluss aus der KPdSU. Im selben Jahr wurde gegen ihn Anklage wegen „antisowjetischer Propaganda“ erhoben – er hatte Briefe zu den Ereignissen von Nowotscherkassk unter anderem an mehrere Literaten gesendet – diese aber in Anbetracht seiner Kriegsverdienste wieder fallengelassen. 1988 wurde Schaposchnikow rehabilitiert und wieder in die Partei aufgenommen.